# Kostel svatého Tomáše (Lipsko)
Kostel svatého Tomáše (německy Thomaskirche) v Lipsku je (spolu s kostelem sv. Mikuláše) jedním ze dvou hlavních kostelů ve městě a je celosvětově známý jako působiště Johanna Sebastiana Bacha a pěveckého sboru sv. Tomáše (Thomanerchor). Je to kostel evangelické luteránské farnosti svatého Tomáše.

## Historie

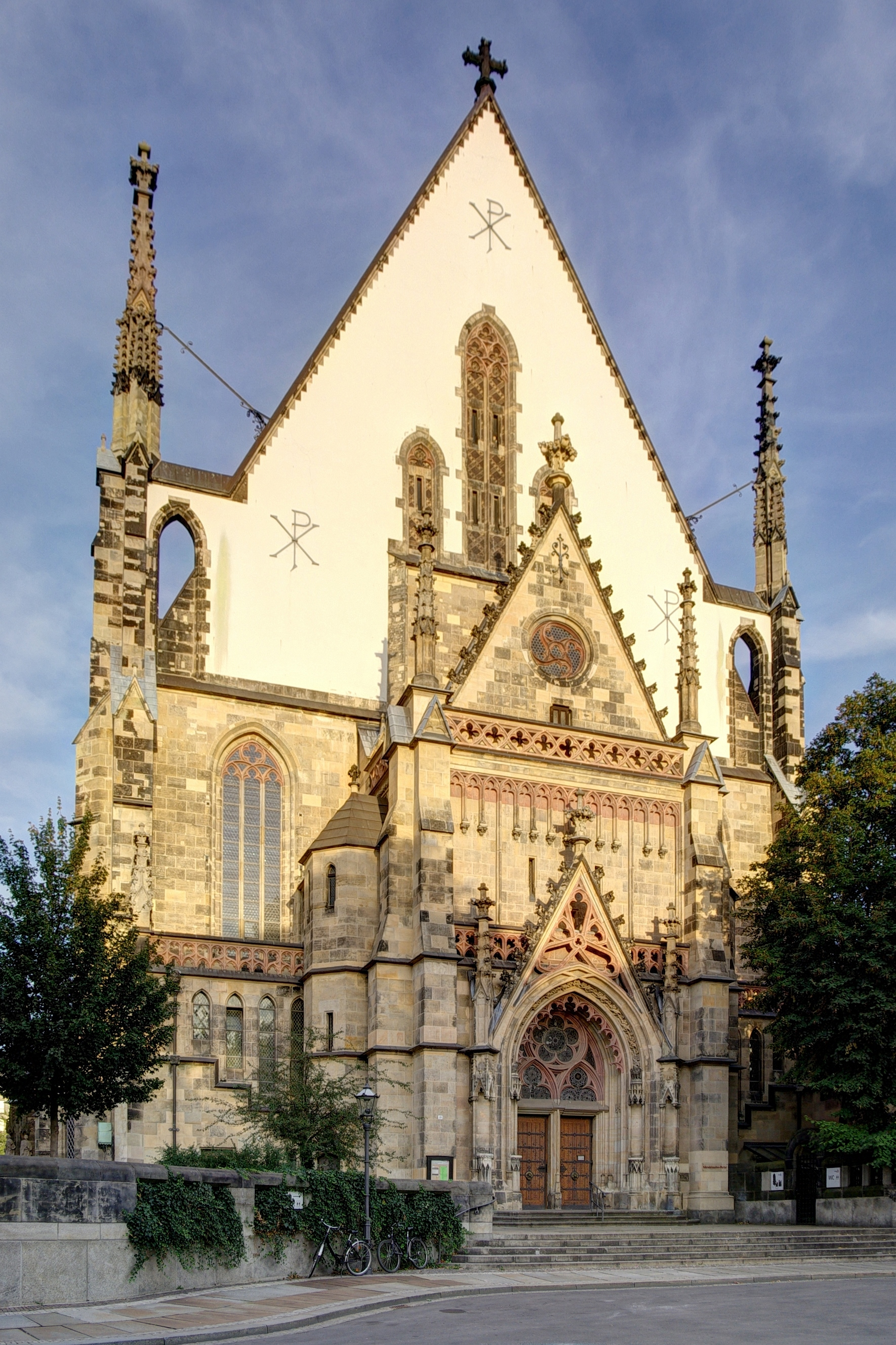
Vstupní portál kostela

Při archeologických výzkumech byly objeveny základní zdi románského kostela z doby kolem roku 1160, kdy míšeňský markrabě Ota udělil městská práva hradu a podhradí. V letech 1212 až 1222 byl chrám přeměněn na klášterní kostel sv. Tomáše při klášteru augustiniánských kanovníků. Původní románský kostel byl přestavěn v polovině 14. století.
Stará chrámová loď byla v roce 1482 stržena a přestavěna do podoby, která z velké části existuje dodnes. Kostel byl znovu vysvěcen merseburským biskupem Thilem z Trothy 10. dubna 1496. V průběhu staletí kostel prošel několika přístavbami a úpravami. Nejvýznamnější přístavbou je 68 m vysoká věž, jejíž nejnižší patro pochází z doby před rokem 1355 a která dostala ve 14. století osmiboký vrchol. V roce 1537 byla přestavěna horní část věže. Současnou podobu kostel získal kolem poloviny 19. století.
V roce 1539 zde kázal reformátor Martin Luther. V kostele bylo pokřtěno jedenáct dětí Johanna Sebastiana Bacha. V roce 1871 zde byl pokřtěn Karl Liebknecht; jako kmotři jsou zapsáni Karl Marx a Friedrich Engels, kteří však při křtu přítomni nebyli.
Nálet na Lipsko ze dne 4. prosince 1943 poškodil celou stavbu. Byly zničeny i velké části budov, které kdysi kostel obklopovaly, takže při restaurátorských pracích po skončení války byly nutné další úpravy fasády. Zde stojí za zmínku především jednotná omítka, protože fasádní plochy, které byly uvolněny při demolici přístaveb na konci 19. století, tvořilo dříve pouze neomítnuté cihelné zdivo.

### Pěvecky sbor
Chlapecký pěvecký sbor od sv. Tomáše v Lipsku, známý jako Thomanerchor, byl založen v roce 1212, a je tedy jedním z nejstarších takových sborů v Německu. Prestižní postavení jeho sbormistra v minulosti zatávala řada významných hudebníků.

## Popis
Kostel má tři chrámové lodě a celkovou délku 76 m. Délka hlavní lodi je 50 m, šířka je 25 m a výška 18 m. Osa kněžiště se mírně odklání od osy hlavní lodi směrem k severu. Střecha má neobvykle příkrý sklon 63°, což z ní činí jednu z nejstrmějších sedlových střech v Německu. Uvnitř má sedm úrovní (výška hřebene 45 m). Strop lodi tvoří barevně zvýrazněná žebrová síťová klenba.
Vnější vzhled kostela charakterizují především přestavby z 19. století. Po roce 1869 došlo v průběhu cca 30 let k historizujícím úpravám vnější fasády. Mimo jiné byly zbourány dvě přístavby kaple ze 17. století a podlouhlá kruchta na severní stěně lodi, kterou se dalo dostat na horní ochoz tehdejší dvoupatrové severní galerie. Novogotické průčelí na západním štítě bylo postaveno v letech 1884 až 1889 podle návrhů Constantina Lipsia, současně byly odstraněny všechny gotické a renesanční fasádní prvky a téměř veškerý barokní interiér. Zachoval se krucifix naproti kazatelně a obrazy superintendentů (výše postavených evangelických duchovních).
Ve věži, kterou lze navštívit s průvodcem (232 schodů), se v letech 1533 až 1917 nacházel byt věžníka, který se rozkládá na třech podlažích.

### Hrob a pomník J. S. Bacha
V roce 1949 byly do kostela sv. Tomáše ze zničeného kostela sv. Jana přeneseny předpokládané ostatky Johanna Sebastiana Bacha; ten byl v kostele svatého Tomáše od roku 1723 do své smrti v roce 1750 sbormistrem. Nový hrob krytý bronzovou deskou byl slavnostně otevřen dne 28. července 1950. Ctitelé J. S. Bacha na hrob denně pokládají čerstvé květiny. U kostela stojí socha J. S. Bacha z roku 1908 od lipského sochaře Carla Seffnera. 

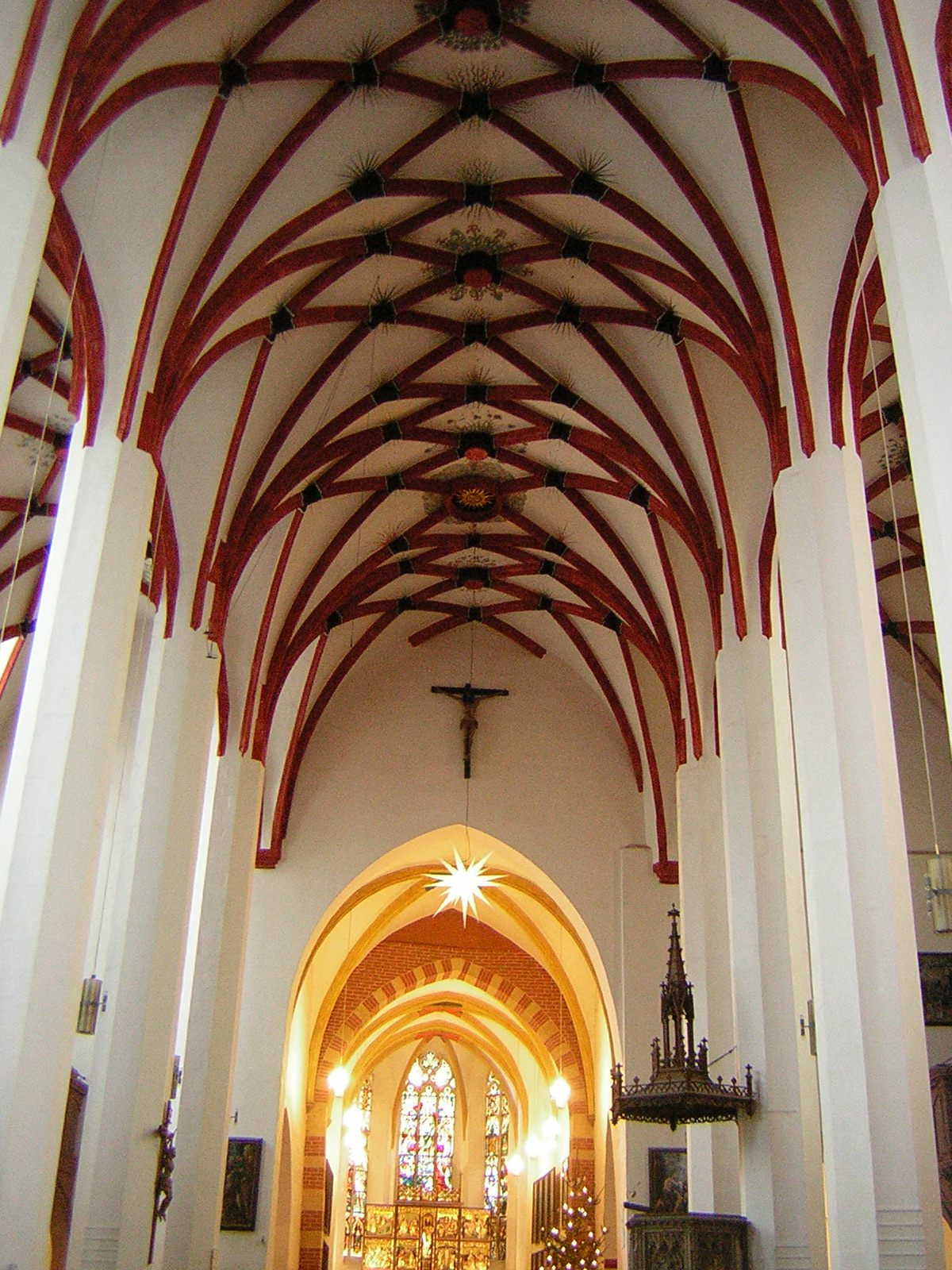
Klenba v chrámové lodi
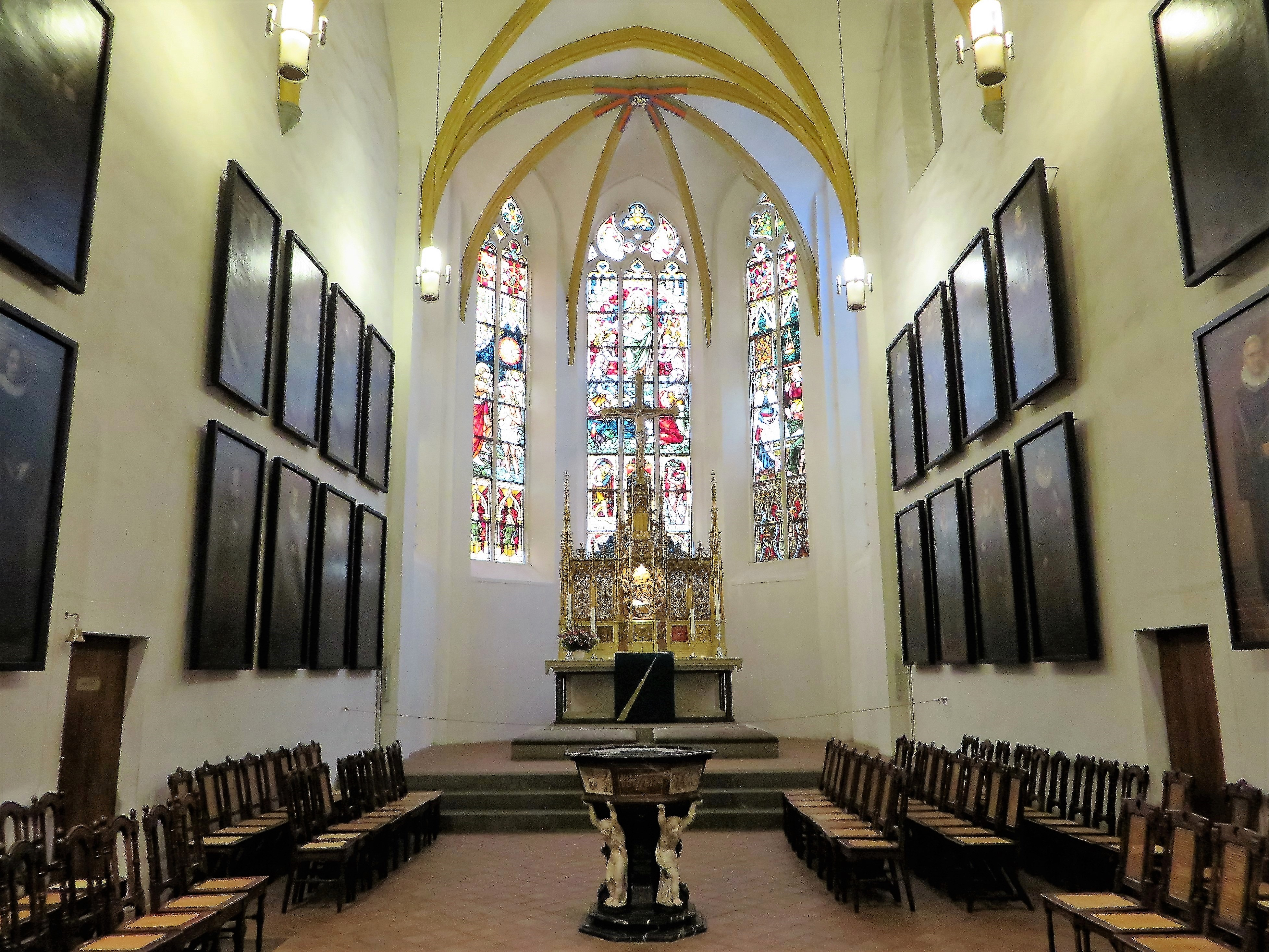
Chór kostela s obrazy superintendentů
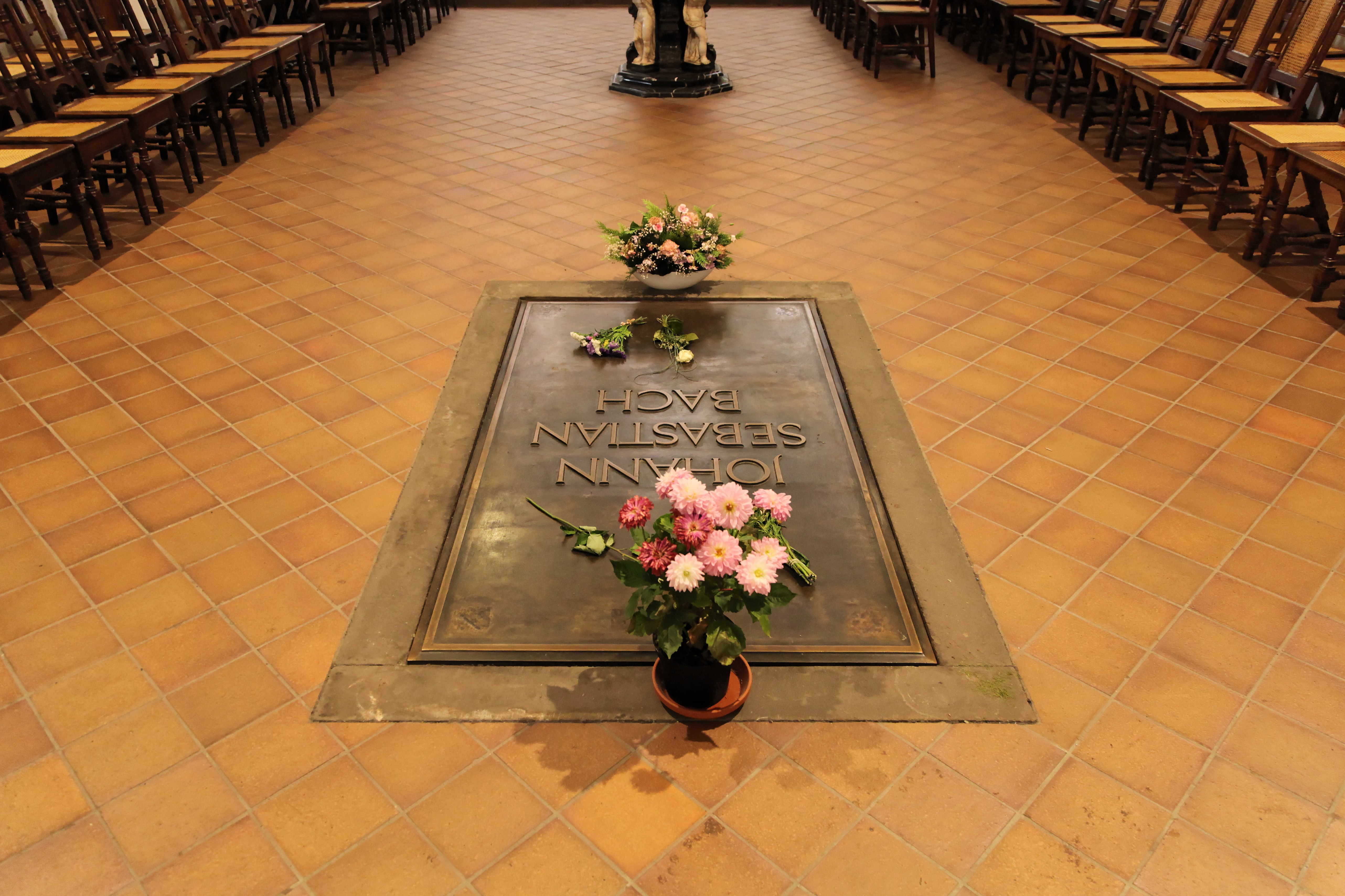
Hrob J. S. Bacha
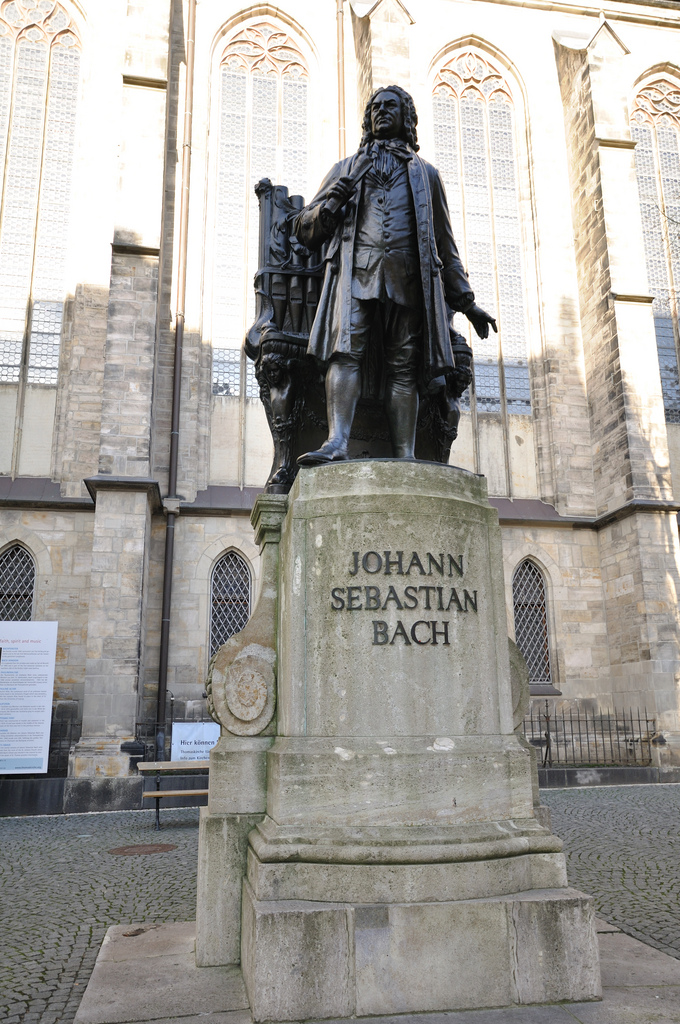
Socha J. S. Bacha